# Heidelinde Weis
Heidelinde Weis (Villaco, 17 settembre 1940 – Villaco, 24 novembre 2023) è stata un'attrice austriaca.

## Filmografia parziale
- Die Tote von Beverly Hills, regia di Michael Pfleghar (1964)
- Sinfonia per due spie (Serenade für zwei Spione), regia di Michael Pfleghar (1965)
- Tante Frieda - Neue Lausbubengeschichten, regia di Werner Jacobs (1965)
- Liselotte von der Pfalz, regia di Kurt Hoffmann (1966)
- L'uomo che viene da lontano (The Man Outside), regia di Samuel Gallu (1967)
- Wenn Ludwig ins Manöver zieht, regia di Werner Jacobs (1967)
- Something for Everyone, regia di Harold Prince (1970)
- L'ispettore Derrick - serie TV - ep. 25x02, regia di Wigbert Wicker (1998)